# فایت هایدوشکا
فایت هایدوشکا (آلمانی: Veit Heiduschka؛ زادهٔ ۲۰ مهٔ ۱۹۳۸) تهیه‌کننده فیلم اهل اتریش است. او از سال ۱۹۸۵ تهیه‌کننده پنجاه فیلم بوده‌است. وی در سال ۲۰۱۳ برای فیلم عشق نامزد جایزه اسکار بهترین فیلم در کنار مارگارت منه‌گز،استفان آرنت و میشائل کتس شد.

## گزیده فیلم‌شناسی
- قاره هفتم (۱۹۸۹)
- ویدئوی بنی (۱۹۹۲)
- معلم پیانو (۲۰۰۱)
- زمانه گرگ (۲۰۰۳)
- پنهان (۲۰۰۵)
- برای یک لحظه آزادی (۲۰۰۸)
- روبان سفید (۲۰۰۹)
- عشق (۲۰۱۲)